# Conus boutetorum
Espèce
Conus boutetorum est une espèce de mollusques gastéropodes marins de la famille des Conidae.
Comme toutes les espèces du genre Conus, ces escargots sont prédateurs et venimeux. Ils sont capables de « piquer » les humains et doivent donc être manipulés avec précaution, voire pas du tout.

## Distribution
Cette espèce marine est présente dans l'océan Pacifique au large de Tahiti.

## Taxonomie

### Publication originale
L'espèce Conus boutetorum a été décrite pour la première fois en 2013 par les malacologistes Georges Richard (d) et Michael Rabiller dans la publication intitulée « Annales de la Société des Sciences Naturelles de Charente-Maritime »,.

### Synonymes
- Conus (Pionoconus) boutetorum Richard & Rabiller, 2013 · appellation alternative
- Pionoconus boutetorum (Richard & Rabiller, 2013) · non accepté

## Identifiants taxonomiques
Chaque taxon catalogué par les bases de données biologiques et taxonomiques possède un identifiant qui permet d'établir un point de référence. Les identifiants de Conus boutetorum dans les principales bases sont les suivants :
CoL : XX2S - GBIF : 7637274 - iNaturalist : 915526 - NCBI : 719879 - WoRMS : 732421